# NGC 17
NGC 17 је спирална галаксија у сазвежђу Кит која се налази на NGC листи објеката дубоког неба.
Деклинација објекта је - 12° 6' 28" а ректасцензија 0h 11m 6,6s. Привидна величина (магнитуда) објекта NGC 17 износи 14,4 а фотографска магнитуда 15,3. NGC 17 је још познат и под ознакама NGC 34, MCG -2-1-32, MK 938, VV 850, IRAS 00085-1223, PGC 781.